# بطولة إفريقيا لكرة اليد للناشئين رجال
بطولة أفريقيا لكرة اليد للرجال ناشئين هي البطولة الرسمية لكرة اليد في أفريقيا لفئة الناشئين رجال على غرار بطولة أفريقيا لكرة اليد للشباب رجال.

## روابط إضافية
- African Handball Confederation نسخة محفوظة 18 فبراير 2009 على موقع واي باك مشين.
- Equipes nationale de Handball